# Æver
Æver er betegnelsen for et lille dyr i dansk folketro. 
Det mest iøjnefaldende ved æverens fremtoning er, at den ser ud som om den har et hoved i hver ende. Bortset fra dette karakteristika er der uenighed om dens nærmere udseende. Sagnmateriale beskriver dens udseende både som en form for øgle, et firben, en brun orm eller en hvid snegl.
Ifølge folketroen lever æveren i vådområder, fx moser, kær og damme. Den blev anset for at være overordentlig giftig og meget farlig for mennesker.
Æveren havde et bid, der var så kraftigt, at den kunne "bide i en høle" med en sådan styrke, at biddet kunne høres. Blev et menneske bidt, ville det sygne hen og biddet aldrig læges. Desuden kunne en æver blæse gift fra sig. Giften var tilsyneladende værre end biddet, idet nogle sagn nævner, at mennesker ville dø, hvis de fik giften på sig. Giften eller "edderen" kunne blæses med stor kraft; den kunne flyve "ni fjed ind i en kirkemur" eller endog "igennem" denne. At blæse sin gift gennem en uldsok kunne æveren dog ikke